# Saint-Lin

Saint-Lin este o comună în departamentul Deux-Sèvres, Franța. În 2009 avea o populație de 370 de locuitori.